# Evil Woman
«Evil Woman (Don’t Play Your Games With Me)» es una canción escrita y grabada por la banda de Minneapolis Crow, que apareció en su álbum de 1969 Crow Music. Fue interpretada en 1970 por la banda británica Black Sabbath y salió como su primer sencillo (también conocida como "Evil Woman" simplemente). La canción también apareció en el primer álbum de la banda, Black Sabbath, ese mismo año.
A pesar de ser el primer sencillo de Black Sabbath, "Evil Woman" fue excluida de su primer álbum en Estados Unidos, siendo sustituida por la canción "Wicked World".
La canción salió oficialmente en Estados Unidos en 2002, en el disco recopilatorio Symptom of the Universe: The Original Black Sabbath 1970-1978.